# Єлловгед (шосе)
Шосе́ Єлловге́д (англ. The Yellowhead Highway, Highway 16) — частина Трансканадського шосе, яка сполучає північні райони провінцій Західної Канади. Відкрито y 1970, протяжність — 2960 км.
Шосе Єлловгед та Єлловгедський перевал у Скелястих горах Канади названо на честь хутрового торговця й дослідника француза П'єра Бостоне́ (фр. Pierre Bostonais), прізвисько якого — Жовта Голова (фр. Tête Jaune, англ. Yellow Head): в нього у волоссі були жовті смуги.
Шосе бере початок у селі Массет, Британська Колумбія на острові Ґреєм (архіпелагу Гайда-Ґваї), сполучається із Скідґейт (англ. Skidegate) на 101 км на півдні.
Пором перевозить 172 км від Скідґейту через протоку Геката до Прінс-Руперта.
Довжина до Прінс-Джордж 724 км. Від Прінс-Джорджа до кордону Альберти 268 км.
Міста, містечка та інші об'єкти на шосе в Альберті:
- національний парк Джаспер та містечко Джаспер
- Гінтон
- Едсон
- Едмонтон

У Саскачевані:
- Ллойдмінстер
- Норт-Бетлфорд
- Саскатун
- Йорктон

Недалеко від Портедж-ла-Прері, Манітоба, Шосе Єлловгед з'єднується з Трансканадським шосе.